# Борсучина
Борсучина (біл. вёска Барсучына) — село в складі Березинського району Мінської області, Білорусь. Село підпорядковане Селібській сільській раді, розташоване в східній частині області.